# スーパー麻雀大会
『スーパー麻雀大会』(スーパーまーじゃんたいかい) は、1992年9月12日に日本の光栄から発売されたスーパーファミコン用麻雀ゲーム。
同社の『麻雀大会シリーズ』第2作目。前作に引き続き歴史上の人物と麻雀を行う内容となっている。3人のコンピュータ側のキャラクターとフリー対戦を行う「雀荘モード」や総勢22名が参加しトーナメント形式で対戦する「麻雀大会モード」などが収録されている。
開発は光栄が行い、プロデューサーはシブサワ・コウ、音楽は『スーパー伊忍道 打倒信長』（1992年）を手掛けた若桑比織が担当している。
本作は同年にPCエンジンSUPER CD-ROM2用ソフトとしても発売された。

## 概要
プレイヤーとCOM（コンピュータ）それぞれ100ドルを最初の所持金とし、1万ドルを目指して対局していく。ゲームモードには雀荘モードと麻雀大会モードがある。ただし、0ドルを切ってマイナスになってしまうと破産になってしまう。プレイヤーが破産するか、誰か（プレイヤーも含む）が1万ドルに達成するとゲームオーバーになり、再び全員100ドルからスタートとなる。なお、ゲームオーバーの際、そのままエンディングとなるため、再びゲームを始める際は一旦電源を切るか、リセットボタンを押す必要がある。
セーブデータは最大で4つまで作成できる。バックアップデータが初期化されている場合には、最初にキャラクターの登録画面が表示される。途中で対局を中断したい場合は局終了後にセレクトボタンを押すことでセーブができる。セーブを行わずにリセットボタンを押す、電源を切るなどして（バグによる場合も含む）途中で対局を放棄すると、大会の場合では敗退、雀荘モードの場合は所持金が半分となる。

## ゲーム内容

### システム
麻雀ルールは割れ目、喰いタンヤオ、ドラの増減など基本のルールが変更できるほか、金鶏独立、三連刻などのローカル役も設定できる。ただし、赤牌は設定できない。また、ローカル役である十三不塔がルールとして固定されている。
21名のCOMにはそれぞれBGMが設定されており、プレイヤーにはトップ用、2位・3位用、最下位用が用意されている。、各キャラクターには対局中などにセリフが付けられているが、中には「ドラポンクエスト」、「ドラポンすげ〜や」といったように他社のゲームの駄洒落などが含まれている。
同社の麻雀ソフトに共通することだが、自動でロン、ツモが出来ない。また、この作品はリーチ中にツモ切りが自動で行われない。
なお、実際の麻雀では鳴いた瞬間にリーチの一発は消えるが、この作品では鳴いた瞬間に放銃すると一発が残っている。

### 雀荘モード
自由に3人のCOMキャラと対戦が出来るフリー対戦モード。最大4戦戦うことができ、精算モードで獲得した点数×レート数の分だけ資金が増減する。4戦終了すれば、自動的に精算モードとなる。
対局が始まる前に、対面から勝負を迫られる。『うける』を選ぶと相手より得点が上回った際にボーナスとして点数が入る。ただし、相手より得点を下回ってしまうと点数が下がってしまう。最初は+10点だが、勝負に勝ち続けることで、最大80点の勝負ができる。
基本レートは「2」。ゲームを進めることにより、レートの数値が上がり、獲得した点数によっては一発で破産することもある。

### 麻雀大会モード
総勢22名全員が参加する大会で、COMキャラクターは破産していても参加できる。
予選は3卓12名（6名進出、10名シード）、準々決勝は4卓16名(8名進出)、準決勝は2卓8名（4名進出）、決勝は4名で行われる。もちろん、一度でも負ければその大会は敗退となる。
優勝賞金はフリー対戦に従って上がる。初期設定では120ドル上乗せになっている（対戦数が増える度に上乗せが増加）。2位賞金は1位の半分、3位賞金は更に半分。
公営競技のように、1枠から8枠までに各プレイヤーが割り当てられ（1-6枠は3人ずつ、7,8枠は2人ずつ）、プレイヤーは誰が優勝するかを予想することができる。その際、枠連の投票券が20ドルで購入でき、予想が的中した場合は倍率×20ドルが手に入る。
ちなみに賞金が0ドルの場合は大会モードを選ぶことはできず、1度大会を行うと、賞金は再び0ドルに戻る。

## 登場人物
ゲーム中の並び順に記載する（シブサワ・コウおよび朝香えり以降は架空の人物）。ゲーム中の説明文より引用。
- 織田信長 - 御存知、戦国時代のヒーロー。気短で、鳴きまくりの麻雀だが、冷静な一面も。（光栄作品では信長の野望シリーズなどに登場する。）
- 豊臣秀吉 - 怒涛の天下取りを成し遂げる。リーチに出る時の勘は流石だが、悪乗り気味なのが玉に瑕。
- 徳川家康 - 江戸幕府創設者。常に、勝利への執念を内に秘め、気がつくとダマで張っている。
- クレオパトラ - エジプトの女王。プライドと鼻の高さでは誰にも負けず、降りるなんて考えたこともない。
- 楊貴妃 - 中国皇帝の妃。明るく楽しい麻雀がモットーだが、日本語がちょっと苦手。（セリフでは片言の日本語を喋る。）
- 小野小町 - 日本一の女流歌人。勝っても負けても、「もののあはれ」を感じてしまう、謎の美女。
- 坂本龍馬 - 幕末の風雲児。役にこだわらない自然流の麻雀で、勝ち負けも殆ど気にしない。（セリフでは土佐弁を喋る。）
- 源義経 - 悲劇のヒーロー。天才的なリーチ麻雀の打ち手だが、役に溺れて自滅することもある。
- 宮本武蔵 - 無敵の剣豪。じっくりと一発逆転のチャンスを待っているが、なかなか実を結ばない。
- 諸葛孔明 - 三国志で御馴染みの、天才軍師。麻雀も強いが相手へのお節介が多すぎる。
- ノストラダムス - マスコミで人気の予言者。麻雀で負けると、怪しげな言葉で、相手を煙に巻いてしまう。
- シブサワ・コウ - 光栄が誇るゲームプロデューサー。意外なひょうきんさで、ギャルにモテまくっているとか？
- ジンギスカン - モンゴル帝国の創設者。乱暴な言動に似合わず、確実で堂々たる雀風。
- ナポレオン - ヨーロッパの革命児。感情の起伏が激しく、何かと名言を吐きたがる目立ちたがり屋。
- シーザー  - ローマの英雄。実力者なのだが、ギリギリの局面では、人間的な弱さが……。
- 朝香えり - キャピキャピOL。役がよくわからずテンパったらとにかくリーチという、脳天気な雀風だ。
- ジェニー柏木 - ニューヨーク在住のキャリアウーマン。興奮すると、つい英語で喋ってしまう。
- 山田春代 - 所謂オバサン。局面を考えないマイペースの麻雀なので、腕前の方は……。
- 平野忠男 - ごく平凡なサラリーマン。下手ではないが、接待麻雀に慣れすぎていて、大勝ちできない。
- 小宮圭一 - オタクの青年。知識豊富だが、積極性に乏しく、ついつい、手作りに溺れるタイプ。
- 大森大 - 礼儀正しい大学生で、空手四段、柔道三段の強者だが、麻雀はビギナー。

## 移植版
| No. | タイトル         | 発売日        | 対応機種                | 開発元 | 発売元 | メディア | 型式     | 備考 | Ref. |
| --- | ---------------- | ------------- | ----------------------- | ------ | ------ | -------- | -------- | ---- | ---- |
| 1   | スーパー麻雀大会 | 1992年9月28日 | PCエンジンSUPER CD-ROM2 | 光栄   | 光栄   | CD-ROM   | KOCD2002 |      |      |

## 評価
スーパーファミコン版
- ゲーム誌『ファミコン通信』の「クロスレビュー」では6、7、7、7の27点。レビュアーは「コンピューターの思考時間が早い」「雀士がバリエーションに富んでいる」「対局結果を記録して他のCOMプレイヤーとランキング争いができる」とし、雀士のコメントは光栄の歴史ゲームファンならにやりとできるが合わなければ「なに、コレ!?」と思うともした。

- ゲーム誌『ファミリーコンピュータMagazine』の読者投票による「ゲーム通信簿」での評価は以下の通りとなっており、19.39点（満30点）となっている。この得点はスーパーファミコン全ソフトの中で234位（323本中、1993年時点）となっている。また、同雑誌1993年8月情報号特別付録の「スーパーファミコンオールカタログ'93」では、キャラクターのセリフに関して肯定的に評価した他、「麻雀大会モード」において大会結果を当てる馬券の購入が可能な点に関して「ギャンブル好きにはたまらない」と称賛した。

| 項目 | キャラクタ | 音楽 | 操作性 | 熱中度 | お買得度 | オリジナリティ | 総合  |
| 得点 | 3.40       | 3.02 | 3.32   | 3.46   | 2.98     | 3.22           | 19.39 |
PCエンジン版
- ゲーム誌『ファミコン通信』の「クロスレビュー」では8、6、6、7の27点、『月刊PCエンジン』では85・85・80・80・80の平均82点（満100点）、『電撃PCエンジン』では65・65・95・70の平均73.75点（満100点）、『マル勝PCエンジン』では8・8・7・6の合計29点（満40点）、『PC Engine FAN』の読者投票による「ゲーム通信簿」での評価は以下の通りとなっており、19.51点（満30点）となっている。また、この得点はPCエンジン全ソフトの中で361位（485本中、1993年時点）となっている。

| 項目 | キャラクタ | 音楽 | 操作性 | 熱中度 | お買得度 | オリジナリティ | 総合  |
| 得点 | 3.59       | 3.29 | 3.34   | 3.34   | 2.90     | 3.05           | 19.51 |